# Maria Thetis Nunes
Maria Thetis Nunes (Itabaiana, 6 de janeiro de 1925 — Aracaju, 25 de outubro de 2009) foi uma historiadora, museóloga, professora e escritora sergipana. Ocupava a cadeira de número 39 da Academia Sergipana de Letras. Seu arquivo pessoal está custodiado pelo Instituto Histórico e Geográfico de Sergipe (IHGSE) e pela Academia Sergipana de Letras. Contém correspondência, fotografias, periódicos e sua produção intelectual. 

## Biografia
Maria Thetis Nunes nasceu em Itabaiana - Estado de Sergipe, onde cursou a escola primária. O curso secundário fez no Atheneu Sergipense na Capital sergipana. Formou-se em Geografia e História na primeira turma da Faculdade de Filosofia da Universidade Federal da Bahia, e em Museologia no Museu Histórico Nacional, em ambas obtendo sempre a primeira colocação.
Ainda estudante universitária, defendendo a tese Os Árabes: sua influência na civilização ocidental, por concurso, em 1945 tornou-se professora catedrática do Atheneu Sergipense, sendo a primeira mulher a fazer parte de sua Congregação integrada pelos mais expressivos nomes da intelectualidade sergipana. Como mulher, também seria sua primeira diretora (1951/1954), destacando-se pelas reformas pedagógicas implantadas.
Professora fundadora da Faculdade Católica de Filosofia, em 1951, tornava-se a primeira mulher sergipana a ingressar no magistério superior.
Em 1956, como representante do Estado de Sergipe, cursou a primeira turma do Instituto Superior de Estudos Brasileiros (ISEB), apresentando no fim do curso o trabalho Sílvio Romero e Manoel Bomfim - pioneiros de uma ideologia nacional. Ali permaneceu quatro anos como assistente da cadeira de História, dedicando-se à Pesquisa da História da Educação no Brasil.
Em 1961 foi nomeada pelo Ministério das Relações Exteriores Diretora do Centro de Estudos Brasileiros na Argentina, onde permaneceu quatro anos, tendo lecionado nos cursos de pós-graduação da Universidade Nacional do Litoral.
Regressando a Sergipe, com a criação da Universidade Federal em 1968, tornou-se professora titular de História do Brasil, História Contemporânea e Cultura Brasileira. Na qualidade de decana da UFS, por duas vezes ocupou a Vice-Reitoria. Aposentada com 47 anos de magistério, recebeu o título de Professora Emérita.
Foi membro do Conselho Estadual de Educação de 1970 a 1981, e do Conselho Estadual de Cultura de 1982 a 1994, sendo sua presidente por seis anos. Foi Presidente do Instituto Histórico e Geográfico de Sergipe por 30 anos. Ocupou a cadeira número 39 da Academia Sergipana de Letras, onde atuou como diretora de publicações e bibliotecária.

## Obras
Além de vários artigos publicados em revistas e jornais nacionais e da Argentina, tem publicado os livros:  
A Civilização Árabe, sua influência na civilização ocidental. Aracaju, 1945. Ensino Secundário e Sociedade Brasileira. MEC / ISEB, 1962. Sergipe no Processo da Independência do Brasil. UFS, 1972. Sílvio Romero e Manoel Bomfim: Pioneiros de uma Ideologia Nacional. UFS, 1976. História de Sergipe a partir de 1820. Editora Cátedra / MEC, 1978. Geografia, Antropologia e História em José Américo. João Pessoa, 1982 (Manuel Correia de Andrade, Maria Thetis Nunes, José Otávio Melo). História da Educação em Sergipe. Paz e Terra / Governo do Estado de Sergipe / UFS, 1984. Prêmio José Veríssimo da Academia Brasileira de Letras, 1985. Manuel Luís Azevedo d’Áraújo, Educador de Ilustração, 1984. Prêmio Grandes Educadores Brasileiros, 1984. INEP/ MEC, Brasília. Sergipe Colonial I, 1989. Tempo Brasileiro / UFS. Prêmio INL – 1989. Prêmio História - União Brasileira dos Escritores, 1995. Ocupação Territorial da Vila de Itabaiana, 1976. Separata dos Anais do VIII Simpósio dos Professores Universitários de História. São Paulo, 1976. A Política Educacional de Pombal e sua repercussão no Brasil-Colônia. Separata dos Anais da II Reunião da Sociedade Brasileira de Pesquisa Histórica (SBPH), 1983. Manoel Bomfim (1868/1932) Separata da Revista do Instituto Histórico e Geográfico do Brasil, no 155, 1994. O Poder Legislativo e a Sociedade Sergipana. Anais da XIV Reunião da Sociedade Brasileira de Pesquisa Histórica (SPBH) 1994. As Câmaras Municipais. Sua atuação na Capital de Sergipe D’El Rey Sociedade Brasileira de Pesquisa Histórica (SBPH) 1995. O Brasil Nação, de Manoel Bomfim, na Historiografia Brasileira. Separata dos Anais da XVII Reunião da Sociedade Brasileira de Pesquisa Histórica (SBPH), 1997. A Contribuição de Felisbelo Freire à Historiografia Brasileira. Separata dos Anais da XVI Reunião da Sociedade Brasileira de Pesquisa Histórica (SBPH) 1996. Sergipe Colonial II, Tempo Brasileiro, 1996. Catálogo dos Documentos Avulsos da Capitania de Sergipe (1619 - 1822). Arquivo Histórico Ultramarino, UFS, 1999. Ensino Secundário e Sociedade Brasileira. 2a. edição, UFS, 1999. Sergipe Provincial I, Tempo Brasileiro, 2000. A Civilização Árabe, sua influência na civilização ocidental. 2ª edição, Editora Gráfica J. Andrade, Aracaju, 2002.

## Condecorações recebidas
- Medalha de Mérito Cultural Inácio Joaquim Barbosa - Prefeitura de Aracaju
- Medalha Tobias Barreto – Mérito Cultural - Governo do Estado de Sergipe
- Medalha Mérito Cultural - Universidade Federal de Sergipe
- Mérito Serigy - Comendador - Prefeitura de Aracaju
- Medalha do Mérito Cultural Silvio Romero - Academia Sergipana de Letras
- Doutor Honoris Causa - Universidade Federal de Sergipe

## Curiosidades
- Foi a primeira mulher sergipana a ingressar em uma faculdade - a Faculdade de Filosofia da Bahia, no curso de História.
- Foi a primeira mulher a ocupar uma cátedra no Colégio Atheneu Sergipense em 1945, tal como a diretoria do mesmo colégio de 1951 a 1954.
- Foi nomeada a "Sergipana do Século XX".